# Maison, 16 rue du Pont-Ginguet
La maison, 16 rue du Pont-Ginguet est située à Moulins (France).

## Localisation
La maison est située sur la commune de Moulins, 16 rue du Pont-Ginguet, dans le département de l'Allier, en région Auvergne-Rhône-Alpes.

## Description
Maison de l'ancien quartier des pêcheurs présentant, sur le jardin, une façade du XVe siècle comportant une tourelle d'escalier de plan carré à laquelle on accède par une porte couronnée d'un arc brisé à contrecourbe, flanquée de pinacles supportés par des culots sculptés. La façade sur rue est constituée de briques noires et rouges, avec chaînes d'angles et encadrements en pierre de taille, sans doute du XVIIIe siècle. Il est probable que cette maison représentait l'autorité ducale dans le quartier, car les armes du duc de Bourbon ornent l'écusson agrafant la porte donnant sur le jardin.

## Historique
La maison est inscrite partiellement au titre des monuments historiques par arrêté du 30 mai 1978.

## Protection
Éléments protégés : la façade et la toiture sur jardin.